# Ophiactis definita
Ophiactis definita is een slangster uit de familie Ophiactidae.
De wetenschappelijke naam van de soort werd in 1922 gepubliceerd door René Koehler.